# Unione Sportiva Savoia 1916-1917
Questa voce raccoglie le informazioni riguardanti il Savoia nelle competizioni ufficiali della stagione 1916-1917.

## Stagione
La stagione 1916-1917 è la 1ª stagione sportiva del Savoia.
Terza Categoria Campana 1916-1917: 1º posto

## Divise
| Manica sinistra · Maglietta · Manica destra · Pantaloncini · Calzettoni |

## Organigramma societario
Area direttiva
- Presidente:  Giusti

Area tecnica
- Allenatore:  Willy Fornari

## Rosa
| N. |                   | Ruolo | Calciatore       |
| -- | ----------------- | ----- | ---------------- |
|    | Italia (bandiera) | P     | Di Paola         |
|    | Italia (bandiera) | P     | Luciano Saporito |
|    | Italia (bandiera) | P     | Zanini           |
|    | Italia (bandiera) | D     | Andrea Bonifacio |
|    | Italia (bandiera) | D     | Mario De Gennaro |
|    | Italia (bandiera) | C     | Alfredo Fornari  |
|    | Italia (bandiera) | A     | Giuseppe Rufino  |
|    | Italia (bandiera) |       | Baiardi          |
|    | Italia (bandiera) |       | Bernando II      |
|    | Italia (bandiera) |       | Biondi           |
|    | Italia (bandiera) |       | Carlucci         |
|    | Italia (bandiera) |       | Correa           |

| N. |                   | Ruolo | Calciatore        |
| -- | ----------------- | ----- | ----------------- |
|    | Italia (bandiera) |       | Antonio Cozzolino |
|    | Italia (bandiera) |       | Ferrentino        |
|    | Italia (bandiera) |       | Malet             |
|    | Italia (bandiera) |       | Maresca           |
|    | Italia (bandiera) |       | Mattei            |
|    | Italia (bandiera) |       | Romeo Pupa        |
|    | Italia (bandiera) |       | Romano            |
|    | Italia (bandiera) |       | Sarcinelli II     |
|    | Italia (bandiera) |       | Sarcinelli III    |
|    | Italia (bandiera) |       | Sarnataro         |
|    | Italia (bandiera) |       | Renato Zurlo      |

## Calciomercato
| Acquisti | Acquisti | Acquisti | Acquisti   |
| R.       | Nome     | da       | Modalità   |
| -------- | -------- | -------- | ---------- |
|          |          |          | definitivo |

| Cessioni | Cessioni | Cessioni | Cessioni   |
| R.       | Nome     | a        | Modalità   |
| -------- | -------- | -------- | ---------- |
|          |          |          | definitivo |

## Risultati

### Terza Categoria

#### Fase eliminatoria
| Napoli 26 novembre 1916, ore ? CEST Gara unica           | Pro Napoli | 5 – 5                | Savoia | Campo Pilastri |
| \| \| \| \| \| \| Marcatori \| , , Sarnataro , Mattei \| |            |                      |        |                |
|                                                          |            |                      |        |                |
|                                                          | Marcatori  | , Sarnataro , Mattei |        |                |

U.S. Savoia qualificato per sorteggio

#### Semifinale
| Torre Annunziata 7 dicembre 1916, ore ? CEST Gara unica | Savoia | 5 – 1 | Stabia | Campo Montagnelle |

#### Finale
| Napoli 21 dicembre 1916, ore ? CEST Andata                 | Cantù Napoli | 2 – 3                    | Savoia |  |
| \| \| \| \| \| \| Marcatori \| , Ferrentino Bernando II \| |              |                          |        |  |
|                                                            |              |                          |        |  |
|                                                            | Marcatori    | , Ferrentino Bernando II |        |  |

| Torre Annunziata 15 gennaio 1917, ore ? CEST Ritorno                        | Savoia    | 6 – 1 | Cantù Napoli | Campo Montagnelle |
| \| \| \| \| \| Baiardi , , Fornari De Gennaro Sarcinelli \| Marcatori \| \| |           |       |              |                   |
|                                                                             |           |       |              |                   |
| Baiardi , Fornari De Gennaro Sarcinelli                                     | Marcatori |       |              |                   |

## Statistiche

### Statistiche di squadra
| Competizione    | Punti | In casa | In casa | In casa | In casa | In casa | In casa | In trasferta | In trasferta | In trasferta | In trasferta | In trasferta | In trasferta | Totale | Totale | Totale | Totale | Totale | Totale | DR  |
| Competizione    | Punti | G       | V       | N       | P       | Gf      | Gs      | G            | V            | N            | P            | Gf           | Gs           | G      | V      | N      | P      | Gf     | Gs     | DR  |
| --------------- | ----- | ------- | ------- | ------- | ------- | ------- | ------- | ------------ | ------------ | ------------ | ------------ | ------------ | ------------ | ------ | ------ | ------ | ------ | ------ | ------ | --- |
| Terza Categoria | -     | 2       | 2       | 0       | 0       | 11      | 2       | 2            | 1            | 1            | 0            | 8            | 7            | 4      | 3      | 1      | 0      | 19     | 9      | +10 |
| Totale          | -     | 2       | 2       | 0       | 0       | 11      | 2       | 2            | 1            | 1            | 0            | 8            | 7            | 4      | 3      | 1      | 0      | 19     | 9      | +10 |

### Statistiche dei giocatori
| Giocatore | Terza Categoria | Terza Categoria | Terza Categoria | Terza Categoria | Totale   | Totale | Totale      | Totale     |
| Giocatore | Presenze        | Reti            | Ammonizioni     | Espulsioni      | Presenze | Reti   | Ammonizioni | Espulsioni |
| --------- | --------------- | --------------- | --------------- | --------------- | -------- | ------ | ----------- | ---------- |